# Falkenhagen (Sundhagen)

Falkenhagen zwischen 1880 und 1920

Falkenhagen ist ein Ortsteil der Gemeinde Sundhagen im Landkreis Vorpommern-Rügen.

## Geografie und Verkehr
Falkenhagen liegt 19 Kilometer nordöstlich der Stadt Grimmen, 17 Kilometer südöstlich von Stralsund und 14,5 Kilometer westlich von Greifswald. Westlich des Ortes verläuft die als vierstreifige Autostraße ausgebaute Bundesstraße 96, auch westlich, aber näher verläuft seit 1863 die Bahnstrecke Greifswald–Stralsund und noch dichter die Bundesstraße 105, die ehemalige B 96.
Die Feldmark von Falkenhagen liegt an der östlichen Ein- oder Ausmündung des Strelasundes gegenüber der Südostspitze von Rügen. Der gesamte Ort wird von dem Mühlbach durchflossen.

## Geschichte
Falkenhagen wurde erstmals 1320 (bis 1325) als Valkenhaghen urkundlich genannt. Es war Bolto de Zlawestorp aus dem Ort, der als Vasall des Rügenfürsten Wizlaw III. in dessen Liste steht. Zlawestorp (auch Slawestorp) ist aus anderen Urkunden zu verschiedenen Orten der jetzigen Gemeinde Sundhagen als Besitzer und späterer Verkäufer an die Stadt Greifswald bekannt.
Bereits in den schwedischen Matrikelkarten von 1696 ist Falkenhagen mit einem großen kompakten Gut, einer Bockwindmühle und einer Wassermühle am Gut sowie dem weiter östlich liegenden Dorf mit den Bauernstellen verzeichnet. Es gab 1705 drei Voll- und zwei Halbbauern.
1835 ist lt. preuß. Urmesstischblatt (PUM) wieder das kompakte Gut mit einer Wassermühle, aber ohne die Windmühle gezeichnet. Ein relativ großer Park von 18,5 ha schloss sich nordwärts an. Das Dorf besteht aus 5 im Abstand von je 115 Meter voneinander entfernt einseitig an der Straße stehenden Landarbeiterkaten. Hinter dieser Katenreihe befand sich am östlichen Parkende eine Holländerei, so wurde eine gesonderte Rindviehhaltung bezeichnet. Am Sundufer befand sich die so genannte „Falkenhagener Strandkathe“, wohl ein Fischerhaus.
Falkenhagen ist ein altes Gutsdorf, längere Zeit im Eigentum der alten Familie von Krassow. Durch die Zugehörigkeit zu Schweden finden sich auch dort literarische und genealogische Hinweise zur Orts- und Gutshistorie von Falkenhagen. Vertreter der Krassow aus Falkenhagen traten zuweilen in schwedische Militärdienste. Falkenhagen gehörte zum Besitz der Linie von Krassow-Divitz, die im Lande Barth und auf Rügen Güter führten. Eine Baronesse von Krassow war auch Erbe auf Falkenhagen. Charlotte Hedwig von Krassow ehelichte den aus Schweden stammenden Feldmarschall Hans Graf von Essen, und so wechselte das Besitztum auf Gut Falkenhagen.
1871 hatte Falkenhagen 11 Wohnhäuser mit 25 Haushaltungen und 119 Einwohner, 1867 waren es noch 136. Alle waren Mitglied der evangelischen Konfession.
1880 war lt. Messtischblatt (MTB)  das Gut so in der Struktur geblieben, lediglich die Wassermühle verschwand. Der Park wurde zu Gunsten von Wirtschaftsflächen verkleinert. Das Dorf mit seinen 5 Katen blieb bestehen, zusätzlich entstand aber gegenüber eine kleine Gruppe von Schuppen. Die Fischerhütte am Strand fiel ebenfalls weg, dafür wurde dort eine Bake als Seezeichen für die Sundeinfahrt aufgebaut. Die größte Veränderung erfuhr die Holländerei, dieser Hof wurde in nach Norden offener U-Form neu aufgebaut und als „Pachthof“ bezeichnet. Das änderte sich 1920 im MTB nicht, lediglich die Bezeichnung des Pachthofes wurde mit dem Wort Gut ergänzt. Letzte Gutsbesitzer waren der Kammerherr des schwedischen Kronprinzen, Carl Graf von Essen, respektive seine Tochter Mary, die als Pächterin des 473 ha großen Rittergutes Falkenhagen offiziell fungierte. Mary von Essen war verheiratet mit dem Verwalter von Falkenhagen, dem Gutsherrn auf Boldevitz, Sylvius Freiherr von der Lancken-Wakenitz aus dem Haus Albedyll (1899–1947).
Die Familien von der Lancken und von Wakenitz waren seit Generationen miteinander verbunden.
Nach der Bodenreform von 1945 wurden Gut und Pachthof enteignet und es entstanden beim Dorf und beim Pachthof (Gut) Siedlungen der Neubauern. Das Gutsgelände blieb bis auf zwei Wirtschaftsgebäude erhalten, der Pachthof wurde später mit einem LPG-Gelände überbaut. Der Gutspark wurde weiter reduziert.
Falkenhagen gehörte zur Gemeinde Reinberg. Diese schloss sich am 7. Juni 2009 mit den Gemeinden Behnkendorf, Brandshagen, Horst, Kirchdorf, Miltzow und Wilmshagen zur neuen Gemeinde Sundhagen zusammen.

## Sehenswürdigkeiten
- Restgut mit Herrenhaus und Park

→ Siehe auch Liste der Baudenkmale in Sundhagen